# Jan Mayen-sziget
A Jan Mayen-sziget Norvégiához tartozó, vulkanikus eredetű, sarkvidéki sziget. Területe 373 km². Két nagyobb részből áll, melyeket egy keskeny földszoros köt össze. A sziget egy részét gleccserek borítják.

## Fekvése
Izlandtól 560 km-re északkeletre, Norvégiától 950 km-re nyugatra, Grönlandtól 500 km-re keletre található.

## Geológiája
A Jan Mayen-sziget geológiailag hasonló Izlandhoz, de teljesen különbözik más szárazföldi tömegektől és szigetektől az Atlanti-óceán északi részén, mint például Norvégia, Grönland vagy a Spitzbergák. Még fiatalabb, mint a geológiailag meglehetősen ifjú Izland. Mindkettő az Atlanti-óceán középső gerincrendszerének része (Észak-atlanti hátság), de a Jan Mayen nem pontosan annak tetején található. A sziget létezését és sajátos formáját az úgynevezett forrópontnak köszönheti, valamint annak, hogy a lemez Jan Mayennel a tetején lassan sodródik a hot spot fölött, amely a mélyen, a kéreg alatt fekszik és álló helyzetben van. A Beerenberg vulkán még mindig aktív, és a 20. század során számos kitörést szenvedett. Ezek nem a tetején lévő nagy központi kráternél, hanem a sziget északi csücskénél (Nylandet = új föld) történtek.

## Domborzata
A sziget rendkívül hegyvidékes. Legmagasabb pontja, az északi részén található Beerenberg (2277 m) aktív vulkán, legutóbbi kitörése 1985-ben volt.
Maga a sziget két részből áll, amelyeket 3 km. széles földszoros köt össze. A déli rész átlagmagassága 300 m. Partjai jórészt meredekek. A keskeny földszoroson volt 1882-83-ban az osztrák-magyar sarki megfigyelő állomás.

## Történelme

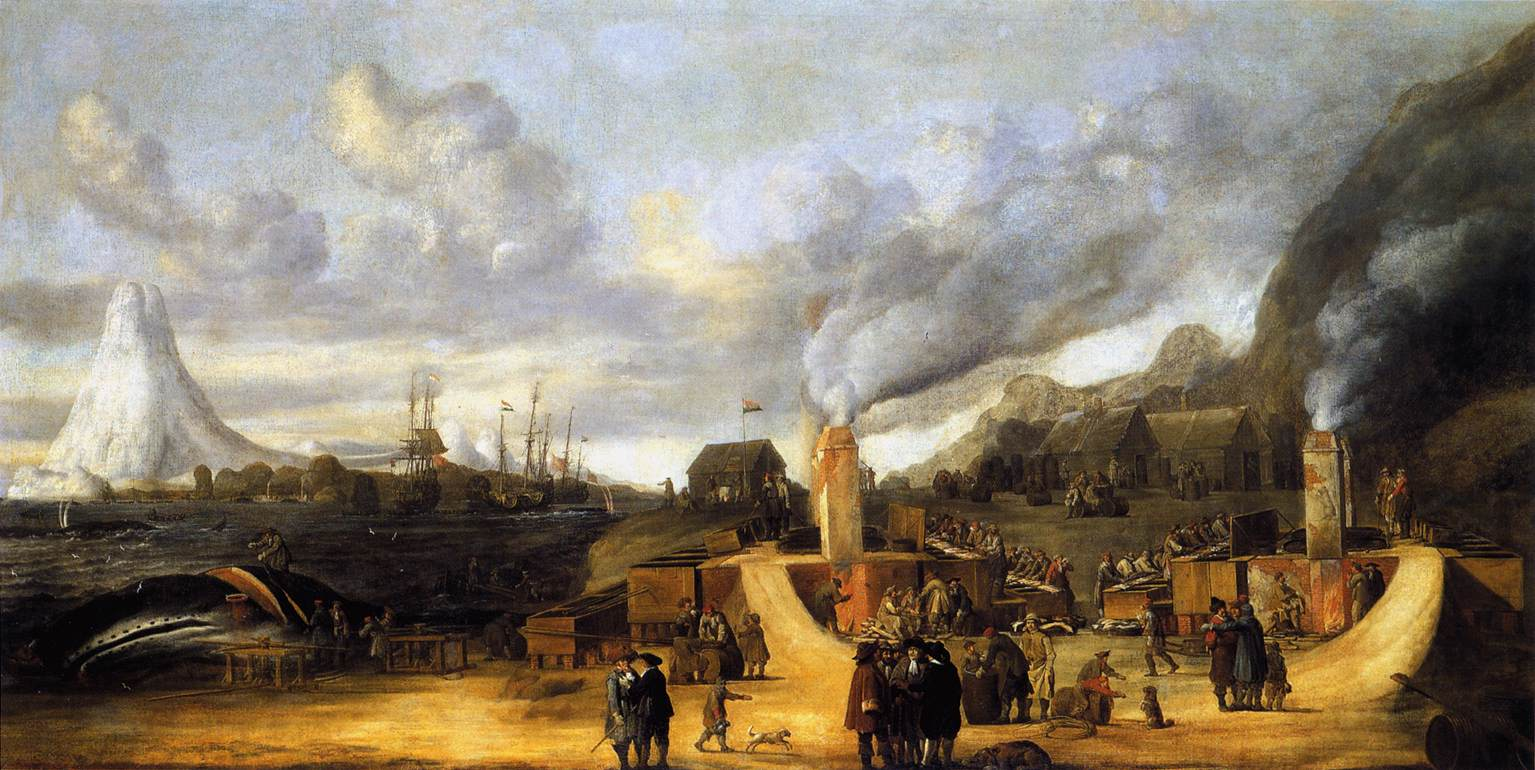
Bálnaolaj-feldolgozó telep a szigeten (1639)

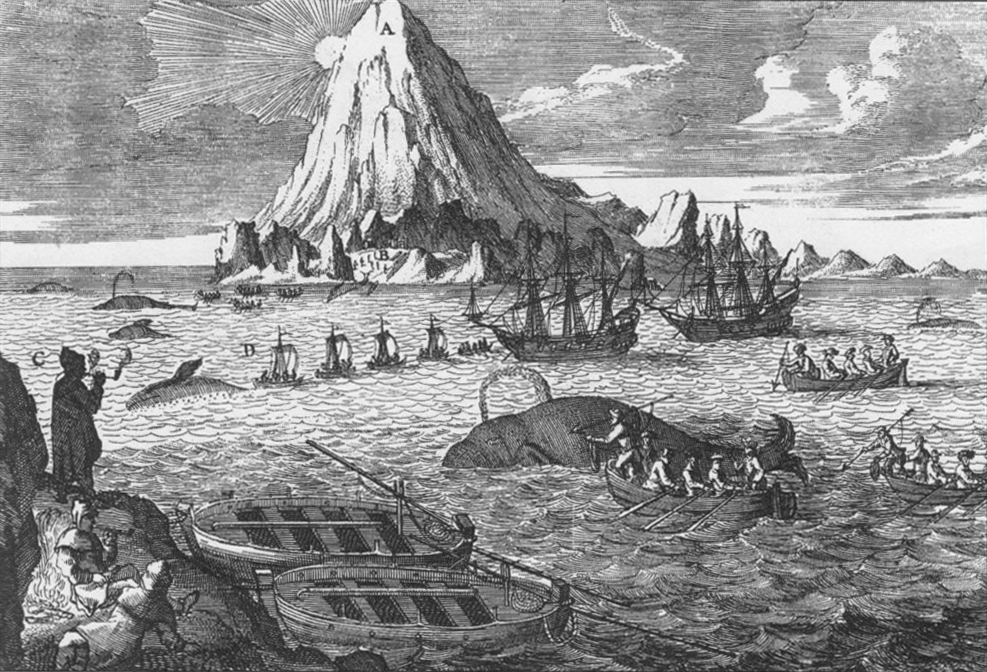
Bálnavadászat a 18. században

Egyes történészek szerint a 6. században Brendan ír szerzetes, majd később viking hajósok is megpillanthatták a szigetet, ez azonban nem bizonyított.
A sziget első hiteles felfedezése az 1600-as évek elején történt, amikor angol és holland bálnavadászok kerestek új vadászterületet. Nevét Jan Jacobs May van Schellinkhout holland tengerészről kapta, aki 1614-ben lépett partjára, és az ő első tisztje készítette az első térképeket a helyszínről.
Holland bálnavadászok feldolgozó telepet létesítettek a szigeten, ahol fénykorában nyaranta 1000 ember lakott. A telep védelmére erődítést is végeztek. 1640 és 1650 között azonban a vadászat miatt a grönlandi bálna a kipusztulás szélére került, így a sziget elnéptelenedett. A következő 230 évben csak néhány hajó vetődött erre.
1882-1883-ban az osztrák–magyar északi-sarki expedíció sikerén felbuzdulva osztrák-magyar sarkvidéki megfigyelő állomás létesült a szigeten, ami több sarkvidéki expedíció bázisául szolgált. A 20. század elején norvég prémvadászok kedvelt célpontja lett, azonban a rókaállomány megtizedelése miatt az 1920-as évek végére ez a tevékenység is visszaszorult.
Az első norvég meteorológiai állomást 1921-ben létesítették. 1922-ben a Norvég Meteorológiai Intézet annektálta a szigetet Norvégia számára. 1929-ben királyi dekrétummal norvég szuverenitás alá helyezték, majd egy 1930-as törvény a Norvég Királyság részévé nyilvánította.
A második világháború alatt, Norvégiával ellentétben nem szállták meg a németek. A meteorológiai állomás személyzete ekkor Norvégia helyett az Egyesült Királyságba kezdte el jelentéseit küldeni, majd 1940-ben – miután lerombolta az állomást – egy brit mentőexpedícióval elhagyta a szigetet. A következő évben norvég katonákkal együtt visszatértek és újjáépítették az állomást, ami a háború további részében a gyakori német légitámadások ellenére is folyamatosan működött. A háború alatt két német repülőgép is lezuhant a szigeten; személyzetüket később a narviki katonai temetőben helyezték nyugalomra. 1943-ban az amerikaiak rádióállomást létesítettek a sziget északi részén „Atlantic City” néven, melynek fő feladata a németek titkos grönlandi rádióállomásainak bemérése volt.
A háború után 1945–1959 között csak a Norvég Meteorológiai Intézet állomása működött a szigeten, 1949-ig Atlantic Cityben, majd az időközben felépült új állomáson. A meteorológiai állomás egyben parti rádióállomásként is működött, azaz kapcsolatot tartott fenn a környéken mozgó hajókkal, és közvetített a szárazföld felé, ezzel jelentősen növelve a biztonságukat.
1959-ben a NATO úgy döntött, hogy LORAN (Long Range Navigation) néven nagy távolságú rádiónavigációs hálózatot épít ki. Ennek egyik eleme a Jan Mayen szigetén felépült állomás, amely norvégiai, németországi, feröeri és izlandi állomásokkal áll együttműködésben. Az új – Olonkin City nevű – állomás kiépítése körülményes volt, mert a szigetnek nincsen kikötője. A második LORAN adóvevő telepítésekor egy apró leszállóhelyet is kiépítettek, az első repülőgép 1961-ben szállt le a szigeten. A következő évben a meteorológiai állomás is a leszállóhely közelébe költözött, és azóta a szállítást javarészt légi úton oldják meg. 1960-ban az állomás személyzete 40 főből állt, mára ez 18 főre csökkent.

## Gazdasága

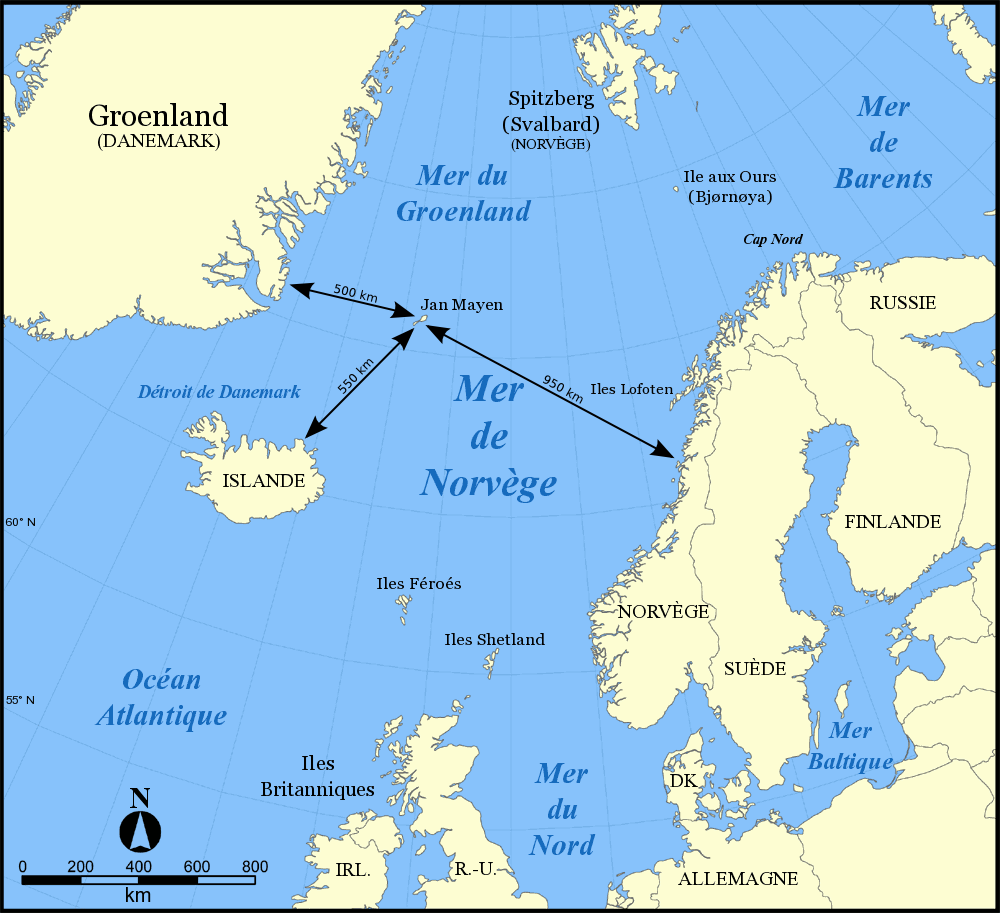
A Jan Mayen-sziget fekvése

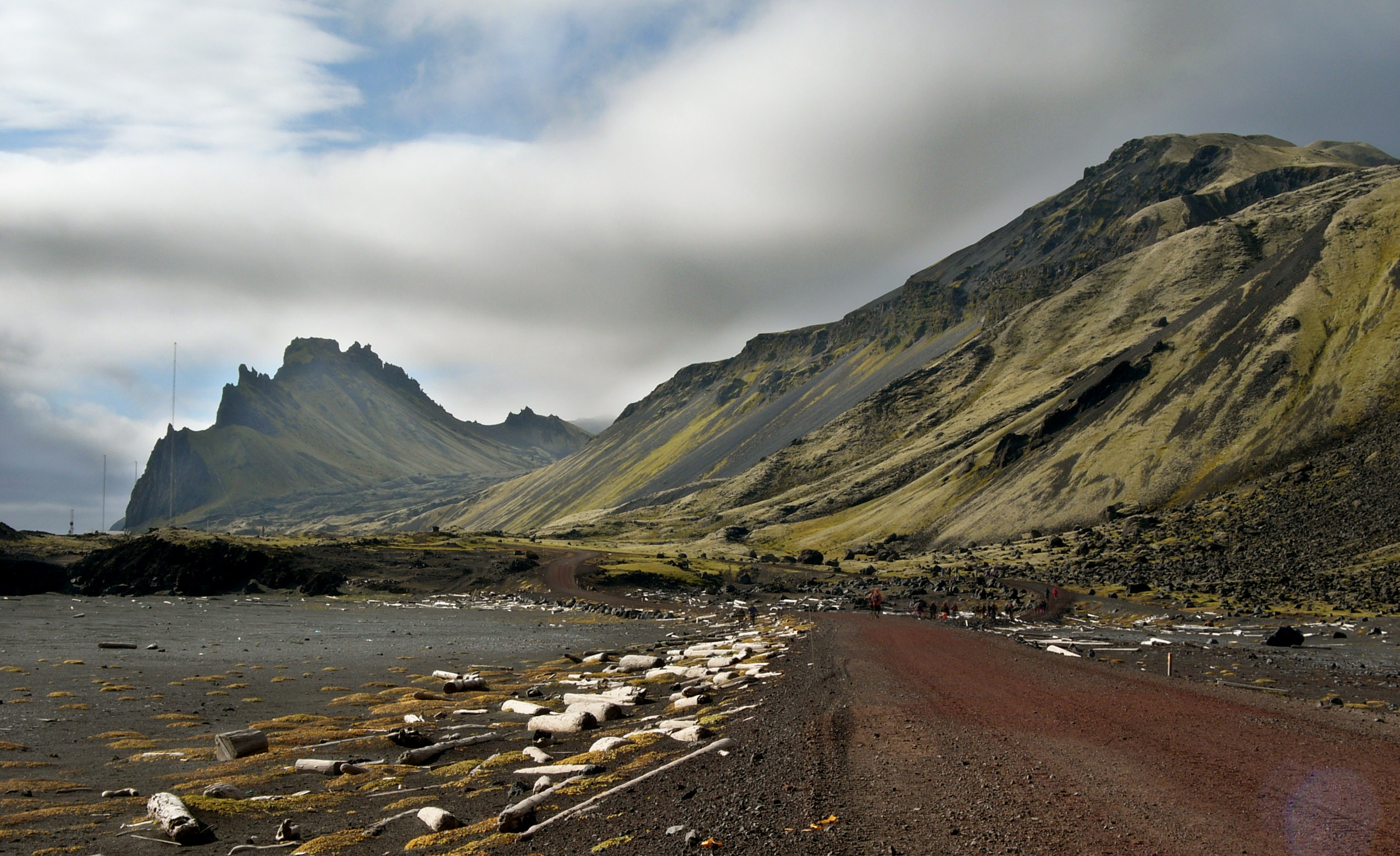
A sziget partvidéke

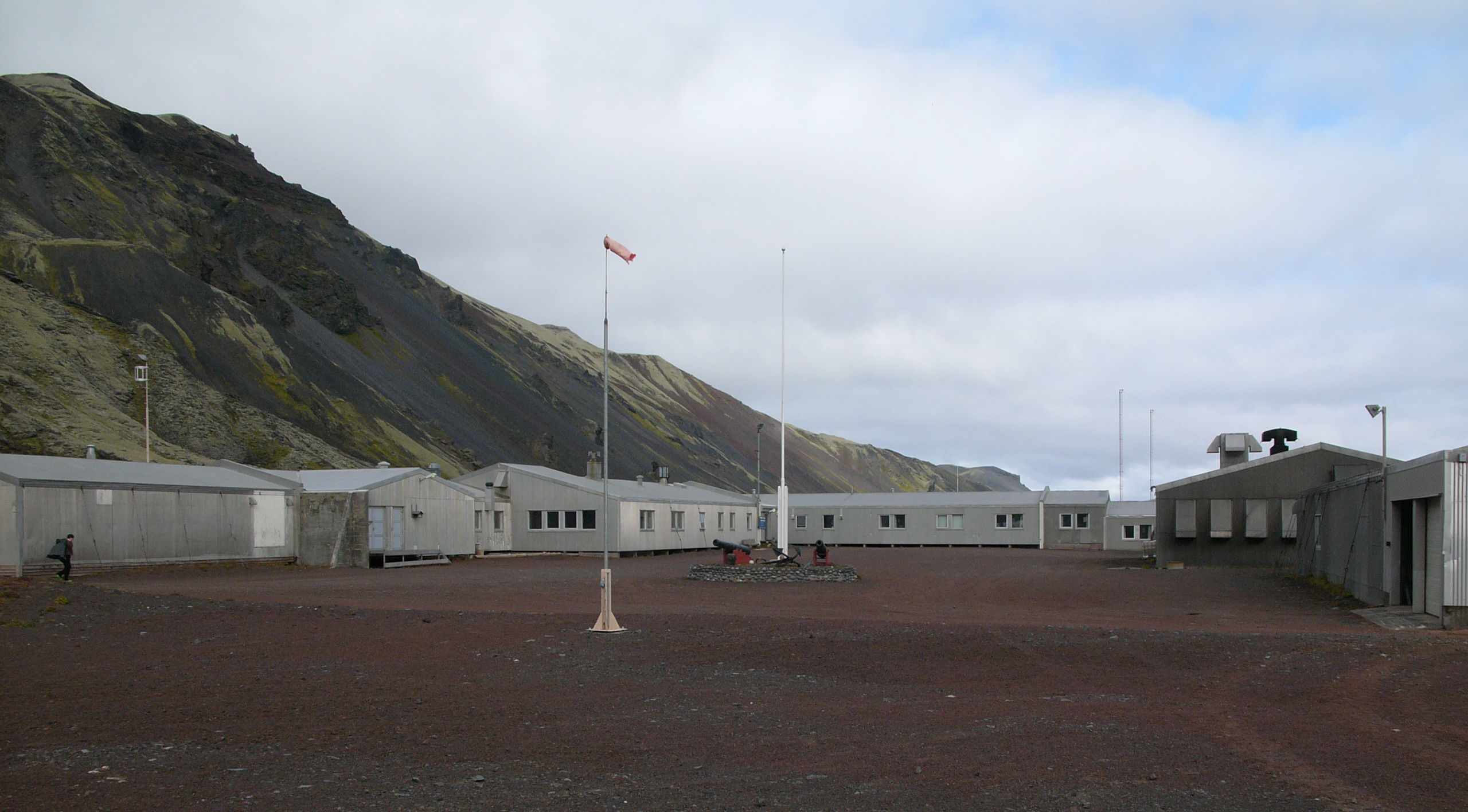
Kutatóállomás a Jan Mayen-szigeten

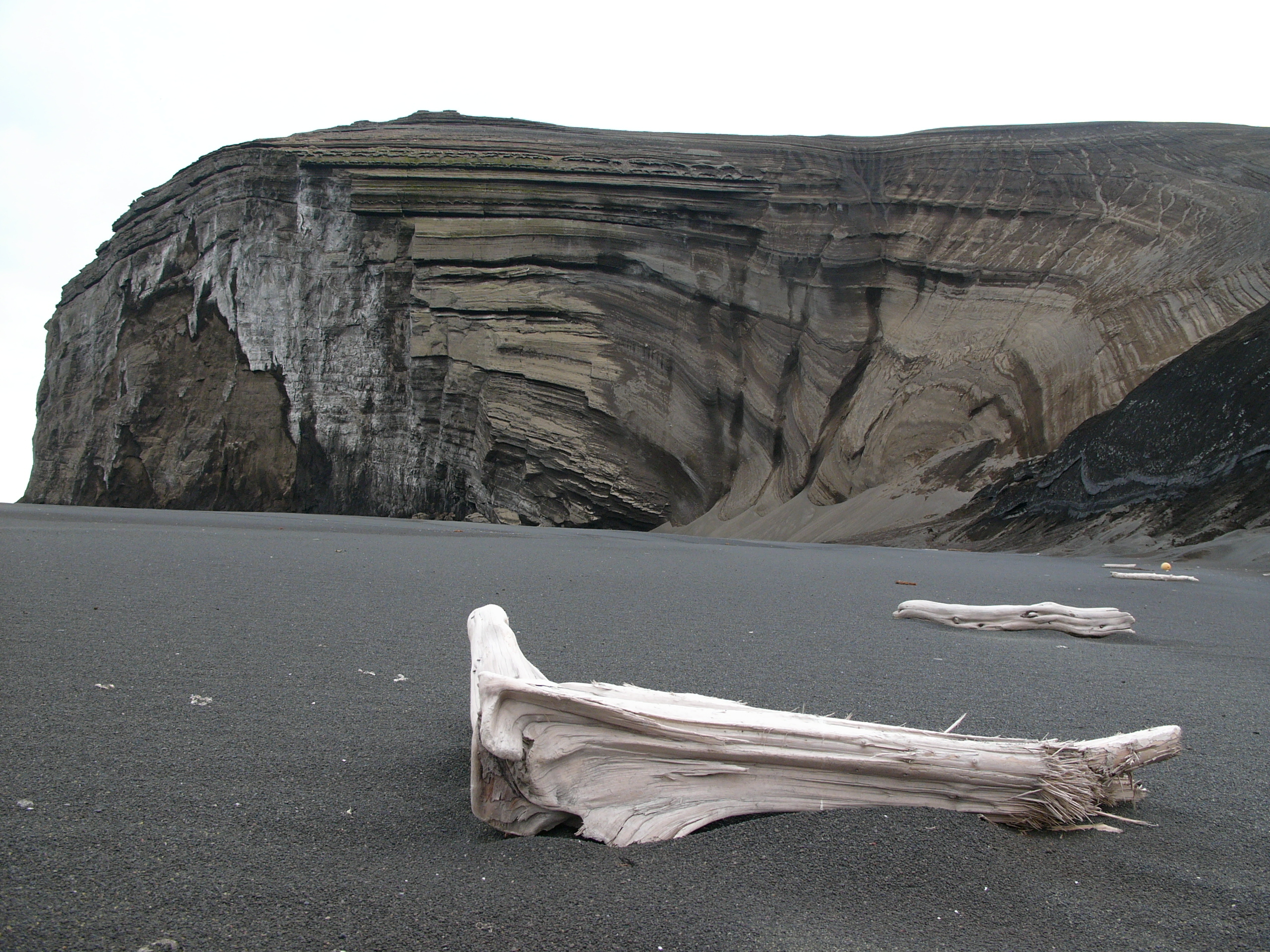
A délnyugati Eggøja félszigetet vulkáni hamu alkotja. A fatörzsek Szibériából kerültek ide

Jan Mayenen nincsen semmilyen természeti kincs vagy erőforrás. A gazdasági aktivitás csak arra terjed ki, hogy a kitelepített norvég rádió- és meteorológiai központokat ellássák. Van egy nem lebetonozott, 1585 m hosszú leszállópályája és 124 km partszakasza, ahol kikötő nem, csak néhány horgonyzóhely található.
Máig vita van Norvégia és Dánia között a halászati területek felosztásáról, mivel egy 1988-as egyezmény alapján a Grönland és Jan Mayen-sziget közti területeken Dánia kizárólagos halászati jogot birtokol.
A szigeten csak a LORAN-C (Long Range Navigation) bázis üzemeltetői tartózkodnak 14-en, és a meteorológiai állomás 4 dolgozója.
Mindkét állomás emberei Olonkinbyenben laknak, így hívják a Loran-C bázis lakónegyedét. A szigeten nincsenek bennszülött lakosok, de van saját ISO 3166-1 szabványú országkódja (SJ), internetjelzése (.sj) (igaz, nem használják).
A szigetet 1995 óta a megyei kormányzó irányítja, de valamennyi hatalma a Norvég Logisztikai Szervezet (CIS) parancsnokának is van, ami a hadsereg része.

## Telekommunikáció[5][6][7]
| Hívójel prefix | JX |
| ITU zóna       | 18 |
| CQ zóna        | 40 |